# Алешня (село, Брянская область)
Не следует путать с одноимённой деревней в том же административном районе.
Але́шня — село в Дубровском районе Брянской области, административный центр Алешинского сельского поселения. Расположено на автодороге А141, в 7 км к югу от пгт Дубровка. Население — 393 человека (2010).
Впервые упоминается в начале XVII века как деревня в составе Подывотского стана Брянского уезда. В 1850 году на средства владельцев села — горнозаводчиков Демидовых — здесь была построена каменная Троицкая церковь (ныне восстанавливается). С 1861 по 1924 год село Алешня — волостной центр.
Нынешнее название села является его первоначальным историческим названием, однако в прежнее время использовались и другие названия — Новотроицкое (по названию храма), Большая Алешня (в отличие от соседней Черкасской Алешни).
В селе имеется отделение связи, библиотека.
Главная достопримечательность села — источник «Громовой колодезь».